# Lydellina umbripennis
Lydellina umbripennis là một loài ruồi trong họ Tachinidae.